# Jacek Wszoła
Jacek Roman Wszoła (Varsóvia, 30 de dezembro de 1956) é um antigo atleta polaco, medalhado olímpico na prova de salto em altura.
Jacek Wszoła continua a ser o mais famoso saltador em altura polaco. Participou em duas Olimpíadas: em Montreal 1976 e Moscovo 1980. Em Montreal constituiu uma surpresa enorme quando, competindo sob forte chuvada, conseguiu vencer todos os favoritos. Na Olimpíada de Moscovo, terminou em segundo lugar, atrás do alemão oriental Gerd Wessig.
Wszoła foi também detentor do recorde mundial com a marca de 2,35 m entre maio e agosto de 1980.